# Piennes
Piennes là một xã trong vùng Grand Est, thuộc tỉnh Meurthe-et-Moselle, quận Briey, tổng Audun-le-Roman. Tọa độ địa lý của xã là 49° 18' vĩ độ bắc, 05° 47' kinh độ đông. Piennes nằm trên độ cao trung bình là 308 mét trên mực nước biển, có điểm thấp nhất là 277 mét và điểm cao nhất là 326 mét. Xã có diện tích 4,67 km², dân số vào thời điểm 1999 là 2416 người; mật độ dân số là 517 người/km².

## Thông tin nhân khẩu
| 1962  | 1968  | 1975  | 1982  | 1990  | 1999  |
| ----- | ----- | ----- | ----- | ----- | ----- |
| 4.244 | 3.559 | 3.032 | 2.751 | 2.388 | 2.416 |

## Các thành phố kết nghĩa
- Boguszow-Gorce, Ba Lan
- Smiřice, Séc